# Gail Sherriff
Gail Sherriff (Bondi, 3 april 1945) is een voormalig tennisspeelster, geboren in Australië. Zij speelde zowel in het amateur- als in het beroepstijdperk, en was voornamelijk actief van 1962 tot 1982. Op gravel bereikte zij haar beste resultaten. Zij werd achtmaal Frans nationaal kampioene, in 1969–1972, 1974, 1975, 1979 en 1981.
Zij speelde voor het eerst in de Fed Cup in 1966, voor Australië. In 1968 verhuisde zij naar Frankrijk, waar zij op 17 december 1968 in het huwelijk trad met de Franse tenniskampioen Jean-Baptiste Chanfreau. Door het huwelijk verkreeg zij de Franse nationaliteit. Sinds 1969 kwam zij voor Frankrijk uit, onder de naam Gail Chanfreau. Na scheiding van Chanfreau trad zij op 12 februari 1976 in het huwelijk met tennisser Jean Lovera – daarna speelde zij onder de namen Gail Chanfreau Lovera en Gail Lovera. Door haar meest recente huwelijk staat zij nu bekend als Gail Benedetti.
Sherriff/Chanfreau bereikte in het enkelspel tweemaal de kwartfinale op het Australian Open, in 1967 en 1972, alsmede tweemaal de kwartfinale op Roland Garros, in 1968 en 1971. In het dubbelspel won zij viermaal de titel op Roland Garros, waarvan drie keer met Française Françoise Dürr en één keer met Fiorella Bonicelli uit Uruguay.
Als 70-plusser speelt zij nog steeds(maart 2020) toernooien bij de ITF – zij bereikte in november 2011 de eerste plaats op de ITF-ranglijst voor 65+ en in 2019 won zij 83% van haar partijen.

## Palmares

### WTA-finaleplaatsen enkelspel
| nr.              | finale     | toernooi            | ondergrond | tegenstandster      | score                 |
| ---------------- | ---------- | ------------------- | ---------- | ------------------- | --------------------- |
| gewonnen finales |            |                     |            |                     |                       |
| 1.               | 1965-01-02 | WTA Adelaide        | gras       | Billie Jean Moffitt | 2-6, 6-4, 6-1         |
| 2.               | 1967-04-02 | WTA Aix-en-Provence | gravel     | Joan Cottrill       | 7-5, 13-11            |
| 3.               | 1968-04-21 | WTA Aix-en-Provence | gravel     | Rosie Darmon        | 6-3, 6-1              |
| 4.               | 1969-07-27 | WTA Indianapolis    | gravel     | Linda Tuero         | 6-2, 6-2              |
| 5.               | 1971-04-11 | WTA Monte Carlo     | gravel     | Betty Stöve         | 6-4, 4-6, 6-4         |
| 6.               | 1972-10-22 | WTA Barcelona       | gravel     | Nathalie Fuchs      | 6-1, 6-4              |
| 7.               | 1974-07-13 | WTA Dublin          | hardcourt  | Raquel Giscafré     | 6-4, 6-1              |
| 8.               | 1974-09-15 | WTA Aix-en-Provence | gravel     | Odile de Roubin     | 6-4, 6-3              |
| verloren finales |            |                     |            |                     |                       |
| 1.               | 1964-01-26 | WTA Hobart          | gravel     | Madonna Schacht     | 6-1, 6-8, 8-10        |
| 2.               | 1968-02-05 | WTA Auckland        | gras       | Kerry Melville      | 6-8, 1-6              |
| 3.               | 1969-07-20 | WTA Cincinnati      | gravel     | Lesley Bowrey       | 6-1, 5-7, 10-10, opg. |
| 4.               | 1970-07-26 | WTA Indianapolis    | gravel     | Linda Tuero         | 5-7, 1-6              |
| 5.               | 1971-04-25 | WTA Catania         |            | Virginia Wade       | 0-6, 3-6              |
| 6.               | 1974-08-12 | WTA Indianapolis    | gravel     | Chris Evert         | 0-6, 0-6              |
| 7.               | 1976-07-11 | WTA Gstaad          | gravel     | Michèle Gurdal      | 6-4, 2-6, 3-6         |

### WTA-finaleplaatsen dubbelspel
| nr.                                 | finale     | toernooi            | ondergrond | partner            | tegenstandsters                             | score         |
| ----------------------------------- | ---------- | ------------------- | ---------- | ------------------ | ------------------------------------------- | ------------- |
| gewonnen finales vrouwendubbelspel  |            |                     |            |                    |                                             |               |
| 01.                                 | 1965-04-25 | WTA Aix-en-Provence | gravel     | Carol Sherriff     | Jill Blackman Christiane Mercelis           | 7-5, 4-6, 6-3 |
| 02.                                 | 1967-01-08 | WTA Perth           | gras       | Françoise Dürr     | Rosie Casals Nancy Richey                   | 4-6, 6-4, 6-0 |
| 03.                                 | 1967-06-04 | Roland Garros       | gravel     | Françoise Dürr     | Annette van Zyl Patricia Walkden            | 6-2, 6-2      |
| 04.                                 | 1968-01-14 | WTA Hobart          | gras       | Margaret Court     | Mary-Ann Eisel Judy Tegart                  | 8-6, 0-6, 6-4 |
| 05.                                 | 1968-02-03 | WTA Auckland        | gras       | Kerry Melville     | Ada Bakker Astrid Suurbeek                  | 6-0, 6-2      |
| 06.                                 | 1968-04-21 | WTA Aix-en-Provence | gravel     | Marilyn Aschner    | Edda Buding Rosie Darmon                    | 8-6, 6-3      |
| 07.                                 | 1969-07-27 | WTA Indianapolis    | gravel     | Lesley Bowrey      | Emilie Burrer Linda Tuero                   | 6-0, 10-8     |
| 08.                                 | 1970-06-07 | Roland Garros       | gravel     | Françoise Dürr     | Rosie Casals Billie Jean King               | 6-1, 3-6, 6-3 |
| 09.                                 | 1970-07-26 | WTA Cincinnati      | gravel     | Rosie Casals       | Helen Gourlay Patricia Walkden              | 12-10, 6-1    |
| 10.                                 | 1970-08-02 | WTA Indianapolis    | gravel     | Rosie Casals       | Helen Gourlay Patricia Walkden              | 6-2, 6-2      |
| 11.                                 | 1970-08-09 | WTA Haverford       | gras       | Françoise Dürr     | Mary-Ann Curtis Valerie Ziegenfuss          | 6-3, 6-2      |
| 12.                                 | 1971-04-25 | WTA Catania         |            | Helga Schultze     | Pam Teeguarden Virginia Wade                | 6-4, 6-4      |
| 13.                                 | 1971-06-06 | Roland Garros       | gravel     | Françoise Dürr     | Helen Gourlay Kerry Harris                  | 6-4, 6-1      |
| 14.                                 | 1972-10-22 | WTA Barcelona       | gravel     | Nathalie Fuchs     | Michèle Gurdal Monique Van Haver            | 6-4, 6-2      |
| 15.                                 | 1973-03-04 | WTA Fort Lauderdale | gravel     | Virginia Wade      | Evonne Goolagong Janet Young                | 4-6, 6-3, 6-2 |
| 16.                                 | 1974-08-12 | WTA Indianapolis    | gravel     | Julie Heldman      | Chris Evert Jeanne Evert                    | 6-3, 6-1      |
| 17.                                 | 1974-08-18 | WTA Toronto         | gravel     | Julie Heldman      | Chris Evert Jeanne Evert                    | 6-3, 6-4      |
| 18.                                 | 1976-06-13 | Roland Garros       | gravel     | Fiorella Bonicelli | Kathleen Harter Helga Masthoff              | 6-4, 1-6, 6-3 |
| verloren finales vrouwendubbelspel  |            |                     |            |                    |                                             |               |
| 01.                                 | 1964-01-26 | WTA Hobart          | gravel     | Kerry Melville     | Robyn Ebbern Joan Gibson                    | 6-2, 4-6, 5-7 |
| 02.                                 | 1965-01-02 | WTA Adelaide        | gras       | Carol Sherriff     | Robyn Ebbern Billie Jean Moffitt            | 1-6, 2-6      |
| 03.                                 | 1966-07-24 | WTA Hilversum       | gravel     | Betty Stöve        | Elly Krocké Annette van Zyl                 | 3-6, 6-2, 1-6 |
| 04.                                 | 1967-02-06 | WTA Auckland        | gras       | Kerry Melville     | Rosie Casals Françoise Dürr                 | 4-6, 8-10     |
| 05.                                 | 1967-08-08 | WTA Hamburg         | gravel     | Françoise Dürr     | Judy Tegart Lesley Turner                   | 6-8, 1-6      |
| 06.                                 | 1968-01-07 | WTA Perth           | gras       | Margaret Court     | Rosie Casals Billie Jean King               | 6-8, 6-4, 2-6 |
| 07.                                 | 1969-08-17 | WTA Haverford       | gras       | Lesley Hunt        | Margaret Court Virginia Wade                | 3-6, 0-6      |
| 08.                                 | 1970-08-31 | WTA South Orange    | gras       | Françoise Dürr     | Rosie Casals Virginia Wade                  | 3-6, 4-6      |
| 09.                                 | 1971-01-03 | WTA Christchurch    | gras       | Evonne Goolagong   | Kathleen Harter Winnie Shaw                 | 4-6, 6-4, 5-7 |
| 10.                                 | 1971-07-10 | WTA Newport         | gras       | Winnie Shaw        | Helen Gourlay Kerry Harris                  | 3-6, 6-8      |
| 11.                                 | 1971-08-02 | WTA Venetië         | gravel     | Françoise Dürr     | Rosie Casals Judy Dalton                    | 6-3, 4-6, 4-6 |
| 12.                                 | 1971-08-08 | WTA Cincinnati      | hardcourt  | Winnie Shaw        | Helen Gourlay Kerry Harris                  | 4-6, 4-6      |
| 13.                                 | 1971-09-12 | US Open             | gras       | Françoise Dürr     | Rosie Casals Judy Dalton                    | 3-6, 3-6      |
| 14.                                 | 1972-05-02 | WTA Rome            | gravel     | Rosalba Vido       | Lesley Hunt Olga Morozova                   | 3-6, 4-6      |
| 15.                                 | 1973-03-11 | WTA Dallas          | tapijt (i) | Virginia Wade      | Evonne Goolagong Janet Young                | 3-6, 2-6      |
| 16.                                 | 1974-06-16 | Roland Garros       | gravel     | Katja Ebbinghaus   | Chris Evert Olga Morozova                   | 4-6, 6-2, 1-6 |
| 17.                                 | 1974-08-26 | WTA Newport (VS)    | gras       | Julie Heldman      | Lesley Charles Sue Mappin                   | 2-6, 5-7      |
| 18.                                 | 1975-08-11 | WTA Indianapolis    | gravel     | Julie Heldman      | Fiorella Bonicelli Isabel Fernández de Soto | 6-3, 5-7, 3-6 |
| 19.                                 | 1976-04-19 | WTA Monte Carlo     | gravel     | Rosie Darmon       | Katja Ebbinghaus Helga Masthoff             | 3-6, 5-7      |
| 20.                                 | 1978-06-11 | Roland Garros       | gravel     | Lesley Bowrey      | Mima Jaušovec Virginia Ruzici               | 7-5, 4-6, 6-8 |
| gewonnen finales gemengd dubbelspel |            |                     |            |                    |                                             |               |
| 01.                                 | 1967-01-08 | WTA Perth           | gras       | Tony Roche         | Margaret Smith Brian Bowman                 | 9-7, 6-4      |

## Resultaten grandslamtoernooien
| Legenda | Legenda                          |
| ------- | -------------------------------- |
| g.t.    | geen toernooi gehouden           |
| l.c.    | lagere categorie                 |
| –       | niet deelgenomen                 |
| G       | uitgeschakeld in de groepsfase   |
| 1R      | uitgeschakeld in de eerste ronde |
| 2R      | uitgeschakeld in de tweede ronde |
| 3R      | uitgeschakeld in de derde ronde  |
| 4R      | uitgeschakeld in de vierde ronde |
| KF      | uitgeschakeld in de kwartfinale  |
| HF      | uitgeschakeld in de halve finale |
| F       | de finale verloren               |
| W       | het toernooi gewonnen            |
| w-v     | winst/verlies-balans             |

### Enkelspel
| Toernooi        | 1962 | 1963 | 1964 | 1965 | 1966 | 1967 | 1968 | 1969 | 1970 | 1971 | 1972 |    | 1974 | 1975 | 1976 | 1977 | 1977 | 1978 | 1979 | 1980 | 1981 | 1982 |
| --------------- | ---- | ---- | ---- | ---- | ---- | ---- | ---- | ---- | ---- | ---- | ---- | -- | ---- | ---- | ---- | ---- | ---- | ---- | ---- | ---- | ---- | ---- |
| Australian Open | 1R   | 3R   | 2R   | 2R   | 3R   | KF   | 3R   | 1R   | –    | 1R   | KF   | –  | –    | –    | –    | –    | –    | –    | 1R   | –    | –    |      |
| Roland Garros   | –    | –    | –    | 4R   | 4R   | 4R   | KF   | 2R   | 3R   | KF   | 4R   | 1R | 2R   | 2R   | –    | –    | 1R   | 1R   | 1R   | 1R   | 1R   |      |
| Wimbledon       | –    | –    | –    | 2R   | 3R   | 1R   | 1R   | 2R   | 3R   | 2R   | 1R   | 2R | 1R   | 1R   | 2R   | 2R   | –    | 1R   | –    | –    | –    |      |
| US Open         | –    | –    | –    | 2R   | 1R   | –    | –    | 2R   | 3R   | 3R   | –    | 1R | 1R   | 2R   | 1R   | 1R   | 2R   | 1R   | –    | –    | –    |      |

### Vrouwendubbelspel
| Australian Open | 2R | KF | 1R | HF | KF | –  | –  | HF | –  | –  | –  | –  | –  | 1R | –  | –  | –  |
| Roland Garros   | HF | KF | W  | KF | HF | W  | W  | 2R | F  | HF | W  | F  | KF | 1R | 2R | 2R | 1R |
| Wimbledon       | 2R | 2R | KF | 1R | KF | KF | HF | 1R | 3R | HF | –  | 1R | –  | –  | –  | –  | –  |
| US Open         | –  | HF | –  | –  | KF | HF | F  | –  | –  | 1R | 3R | –  | –  | –  | –  | –  | –  |

### Gemengd dubbelspel
| Australian Open | KF | KF | 1R | 2R | 1R | g.t. | g.t. | g.t. | g.t. | g.t. | g.t. | g.t. | g.t. | g.t. | g.t. | g.t. |
| Roland Garros   | 3R | 3R | 2R | KF | 3R | KF   | HF   | 2R   | HF   | KF   | HF   | 2R   | KF   | 1R   | 1R   | 1R   |
| Wimbledon       | 2R | 2R | 1R | 2R | 3R | 2R   | –    | –    | 3R   | 3R   | –    | –    | –    | –    | –    | –    |
| US Open         | –  | –  | –  | –  | 1R | KF   | –    | –    | –    | 1R   | –    | –    | –    | –    | –    | –    |